# Podhořany u Ronova

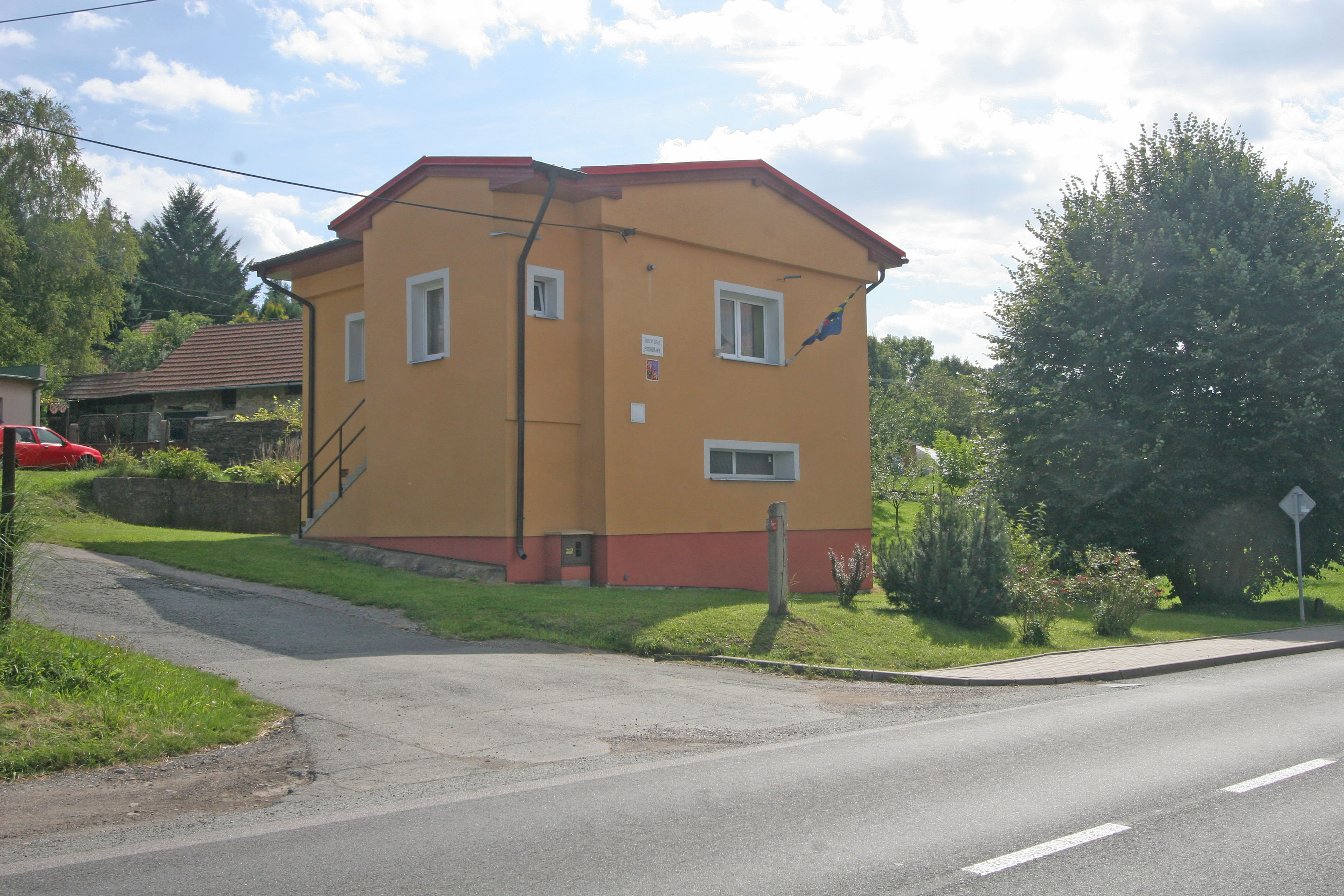
Gemeindeamt

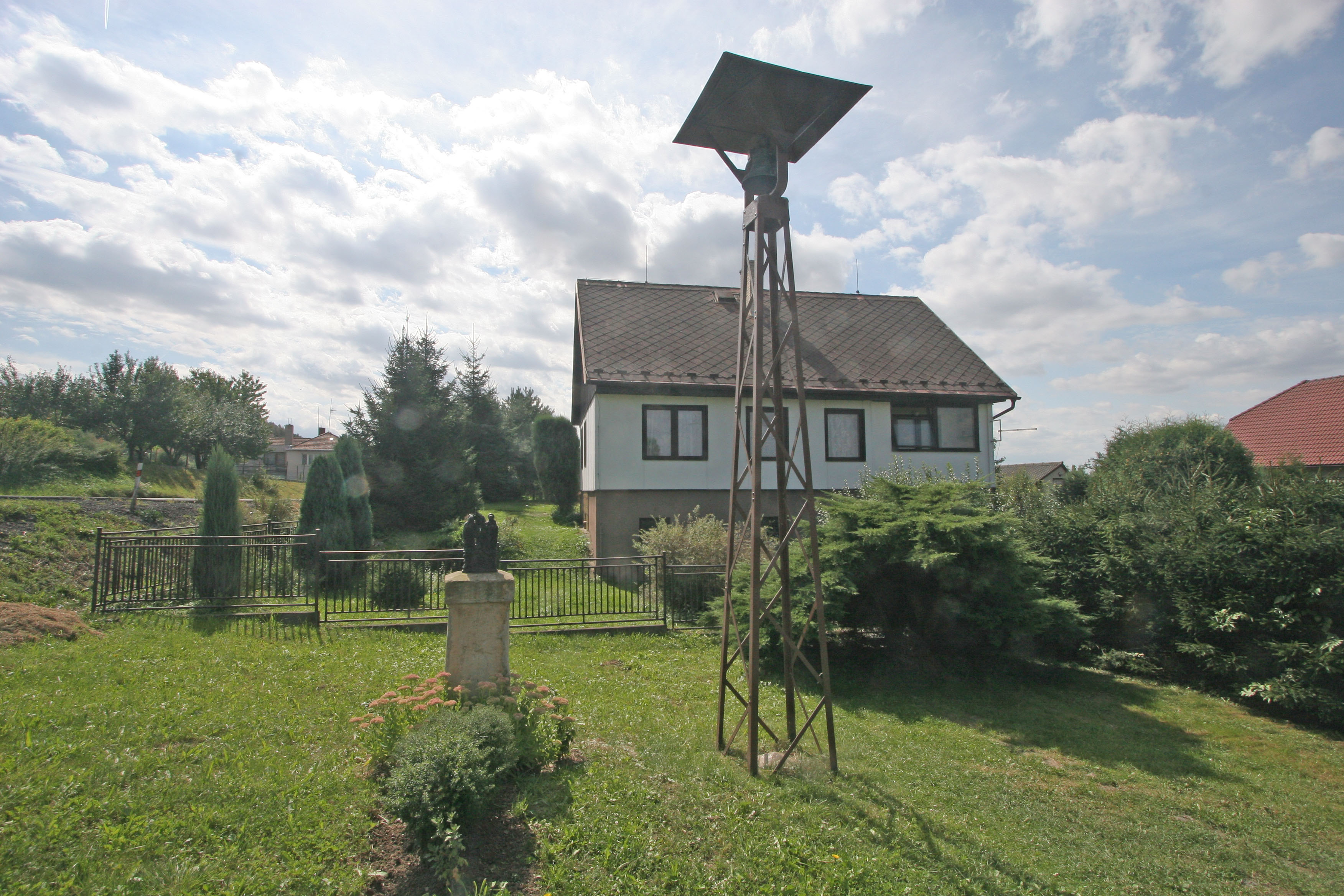
Dorfglocke

Podhořany u Ronova, bis 1960 Podhořany (deutsch Podhorschan, auch Podhořan) ist eine Gemeinde im Okres Chrudim in Tschechien. Sie liegt elf Kilometer nordöstlich von Čáslav.

## Geographie
Podhořany u Ronova befindet sich am Oberlauf des Baches Čertovka am westlichen Fuße des Eisengebirges (Železné hory) in der Čáslavská kotlina (Czaslauer Becken). Durch den Ort verläuft mit mehreren Serpentinen die Silnice I/17 zwischen Čáslav und Heřmanův Městec. Im Osten erhebt sich die Černá skála (413 m n.m.), südöstlich die Višňovka (Podhořaner Berg, 385 m n.m.). Östlich liegt der Sportflugplatz Podhořany (LKPN). Gegen Südosten erstreckt sich das Landschaftsschutzgebiet CHKO Železné hory.
Nachbarorte sind Semtěš, Sovolusky und Bumbalka im Norden, Turkovice und Nový Dvůr im Nordosten, Hošťalovice und Březinka im Osten, Bílý Kámen und Licoměřice im Südosten, Lipovec und Bousov im Süden, Vinaře, Lovčice, Vrdy und Dolní Bučice im Südwesten, Starkoč im Westen sowie Zaříčany und Bílé Podolí im Nordwesten.

## Geschichte
Die erste schriftliche Erwähnung von Podhořany erfolgte 1356 als Sitz des Jan von Podhořan. Im Jahre 1360 erwarb Markwart von Žleb und Wartenberg das Gut. 1386 kaufte Ješek von Chlum die Hälfte von Podhořany.
Die herrschaftliche Brauerei wurde 1487 von Jan Slavata von Chlum gegründet. Die Herren Slavata von Chlum und Koschumberg hielten das Gut bis ins 16. Jahrhundert; letzter Grundherr aus diesem Geschlecht war Diviš Slavata von Chlum und Koschumberg. Ihm folgte Johann von Gersdorff, der Podhořany mit der Herrschaft Choltitz vereinigte. Unter dessen Sohn Georg von Gersdorff und Swojschitz erfolgte zwischen 1567 und 1568 der Bau einer neuen Feste. 1568 trat Georg das Gut Podhořany mit den Dörfern Březinka, Turkovice, Bukovina, Hošťalovice und Rašovy an seinen Bruder Hendrich ab. Im Jahre 1628 verkaufte Wenzel von Gersdorff das Gut für 17.250 Rheinische Gulden an seine Schwester Johanna und deren Mann Vratislav Kostomlatský von Vřesovice. Die Brennerei ist seit 1678 nachweislich. 1687 veräußerte Johanna Vřesovcová von Gersdorff Podhořany an den königlichen Oberstlandschreiber Peter Nikolaus Straka von Nedabylice (Straka z Nedabilic). Ihm folgte dessen Tochter Josepha Antonia, die seit 1727 mit Berthold Záruba von Hustiřan verheiratet war. Während des Ersten Schlesischen Krieges zog 1742 am Tag vor der Schlacht bei Chotusitz das Preußische Heer durch Podhořany nach Starkoč.
Nachfolgende Besitzerin des Gutes war Barbara Raschin, geborene von Mecklenburg, und nach deren Tod im Jahre 1753 ihr Witwer, der Hauptmann des Chrudimer Kreises Johann Adam Raschin von Riesenburg. Mit ihm erlosch das Geschlecht der Raschin von Riesenburg im Mannesstamme, das Gut Podhořany wurde 1786 für 56.000 Gulden an Adam Bořek Dohalský verkauft, der es 1794 für 105.000 Gulden an Josef Augustin von Wilczek veräußerte. Von diesem erwarb im Jahre 1798 Ernst Karl Pachta von Rayhofen († 1823) das Gut für 114.000 Rheinische Gulden. 1827 wurde dessen Sohn Ernst Prokop Pachta volljährig und übernahm das Gut. Er errichtete im selben Jahr ein Gestift für arme Studenten. Ernst Prokop Pachta verstarb 1837 bei Pravotín durch einen Jagdunfall, seine Güter vererbte er seinem Cousin Johann Nepomuk de Fin. 1839 begann der Bau der neuen Chrudimer Straße, zur Überwindung des Steilanstieges zum Eisengebirge wurden die Podhořaner Serpentinen angelegt. Am 22. Juni 1839 zerstörte ein Großfeuer neun Bauernhöfe und vier Wohnhäuser. Am 24. Juni desselben Jahres vernichtete ein Hagelunwetter die gesamte Ernte auf den Feldern. De Fin verkaufte das Gut Podhořany 1840 für 160.000 Gulden seiner Frau Eleonore, geborene von Auersperg, die es noch im selben Jahre für 192.000 Gulden an Agnes Hedwig Kinsky, geborene Schaffgotsch veräußerte.
Im Jahre 1840 umfasste das Gut Podhořan eine Nutzfläche von 2269 Joch 414 Quadratklafter. Auf seinem, die Dörfer Podhořan, Turkowitz, Bukowina, Březinka, Hoschtialowitz, Weißstein (Bílý Kámen) und Raschow (Rašovy) sowie neun Häuser von Bumbalka umfassenden Gebiet lebten 1642 Menschen, darunter 59 helvetische und 6 jüdische Familien. Die vorherrschende Sprache war tschechisch. Haupterwerbsquelle bildete die Landwirtschaft. Von den drei obrigkeitlichen Meierhöfen in Neuhof, Turkowitz und Podhořan wurde nur letzterer in eigener Regie unterhalten; Schäfereien bestanden in Podhořan und Neuhof. Bei Bukowina wurde ein Tiergarten mit Weißen Damhirschen unterhalten, bei Weißenstein Kalk seit 1824 abgebaut.
Das Dorf Podhořan bzw. Podhořany bestand aus 80 Häusern, in denen 560 Personen, darunter 14 helvetische und zwei jüdische Familien, lebten. Im Ort gab es ein obrigkeitliches Schloss mit der Schlosskapelle des hl. Johannes von Nepomuk, der Wohnung und Kanzlei des Amtsverwalters sowie einem ansehnlichen Obst-, Küchen- und Ziergarten, ein obrigkeitliches Bräuhaus, ein dominikales Branntweinhaus mit Pottaschensiederei, einen dominikalen Meierhof mit Schäferei, einen Kontributionsspeicher, ein Wirtshaus und eine Mühle. Zu Podhořan war die Ansiedlung Neuhof (Nový Dvůr) inskribiert. Pfarrort war Turkowitz.
Nach der Aufhebung der Patrimonialherrschaften bildete Podhořany ab 1849 mit dem Ortsteil Nový Dvůr eine Gemeinde im Gerichtsbezirk Časlau. Im Jahre 1849 kauften die Eheleute Antonín und Kateřina Županský das Gut für 140.000 Gulden von Hedwig Gräfin Kinsky. 1859 erwarb der Glasunternehmer Alois Welz das Gut für 185.000 Gulden. Während des Deutschen Krieges besetzten 1866 preußische Truppen unter dem Kommando von Prinz Albrecht, die dem bei Borau stehenden österreichischen Heer entgegen zogen, den Ort. Prinz Albrecht übernachtete dabei im Schloss. Die Preußen schleppten dabei die Cholera ein, an der in Podhořany 24 Personen, insbesondere Bewohner des Armenhauses, verstarben. Nach dem Prager Frieden rastete Kaiser Franz Joseph I. im Zuge seiner Besichtigungsreise wegen der Kriegsschäden an der neuen Kapelle des hl. Wenzel.
Ab 1868 gehörte die Gemeinde Podhořany zum Bezirk Časlau. Im gleichen Jahre wurde eine Poststation eröffnet. 1890 zerstörte ein Großbrand 17 Anwesen. Im Jahre 1895 erbte die Welz Tochter Clara Riedel das Gut Podhořany. Sie ließ 1896 das Schloss umgestalten. Im selben Jahre wurde auch eine einklassige Dorfschule mit Lehrerwohnung eingeweiht. 1905 entstand ein neues Gebäude für die Poststation. Die Brauerei wurde 1906 stillgelegt, im selben Jahr erfolgte auch der Abbruch des Armenhauses. Zwischen 1906 und 1908 wurden in Podhořany für 20.500 Gulden Entwässerungsarbeiten durchgeführt. Zwischen 1907 und 1908 entstand die Straße nach Semtěš. 1923 wurde der Linienbusverkehr zwischen Čáslav und Heřmanův Městec aufgenommen. Die Segelflugschule in Nový Dvůr wurde 1934 gegründet. Zum Ende des Zweiten Weltkrieges wurde am 26. Oktober 1944 zwischen Podhořany, Lovčice und Starkoč die erste Gruppe der in der Sowjetunion gebildeten Partisanenbrigade Mistr Jan Hus abgesetzt.
Bílý Kámen wurde 1954 von Hošťalovice nach Podhořany umgemeindet. Im selben Jahr erfolgte auch die Genehmigung zum Bau der Straße von Podhořany über Bílý Kámen nach Březinka. Im Zuge der Gebietsreform von 1960 erfolgte die Aufhebung des Okres Čáslav, Podhořany wurde dem Okres Chrudim zugeordnet. Seit 1961 führt die Gemeinde den Namenszusatz u Ronova.
Zum 1. Januar 1989 wurde Podhořany u Ronova nach Ronov nad Doubravou eingemeindet, nach der Samtenen Revolution löste sich Podhořany u Ronova im März 1990 wieder los und bildet seither eine eigene Gemeinde. Seit 2011 führt die Gemeinde ein Wappen und Banner.

## Gemeindegliederung
Die Gemeinde Podhořany u Ronova besteht aus den Ortsteilen Bílý Kámen (Weißenstein), Nový Dvůr (Neuhof) und Podhořany u Ronova (Podhorschan).
Das Gemeindegebiet bildet den Katastralbezirk Podhořany u Ronova.

## Sehenswürdigkeiten
- Nischenkapelle des hl. Wenzel auf der Anhöhe zwischen Podhořany und Nový Dvůr. Sie wurde wahrscheinlich um 1800 errichtet und nach dem Deutschen Krieg neu aufgebaut. 1881 wurden bei der Kapelle zum Andenken an den Kaiserbesuch drei Kaiserlinden gepflanzt.
- Gedenkstein für die Gefallenen des Ersten Weltkrieges, enthüllt 1932
- Glockenturm, erbaut 1932
- Schloss Podhořany, es entstand 1858 durch Umbau der Feste, von der die Gewölbe im Erdgeschoss erhalten blieben. Um das Schloss wurde ein Park mit seltenen Gehölzen angelegt. Seine heutige Gestalt erhielt es beim Umbau von 1896, der Baumeister hatte der Besitzerin Clara Riedel ursprünglich wegen Rissen in den Grundmauern, davon abgeraten und ihr einen Neubau empfohlen. Das Schloss ist heute eine Ruine, das Dach ist eingestürzt.
- Ruine der Brauerei